# Windows Imaging Format
Windows Imaging Format (WIM) — базовий формат файлу образа диска. Розроблений Microsoft для розгортання Windows Vista та наступних версій Windows, а також Windows Fundamentals for Legacy PCs ("WinFLP", "Windows FLP"). Завантажується за допомогою завантажувача BootMgr, і може бути установлений з інсталятором Windows.

## Інструменти

### ImageX
ImageX засіб командного рядка, який використовується для створення, редагування та розгортання Windows, образів дисків у форматі .wim. Він розповсюджується як безкоштовна частина пакету автоматичної установки Windows (WAIK). Починаючи з Windows Vista, програма використовує для установки API WAIK.

### Підтримка в інших ОС
З 30 квітня 2012 року була надана бібліотека з відкритим вихідним кодом, присвячена обробці формату .wim. Ця бібліотека може бути використана не тільки на Windows, а й на UNIX-подібних системах. Завдяки цьому, GNU/Linux тепер має свій власний клон під назвою ImageX wimlib-ImageX, який дозволяє монтувати WIM образи і керувати ними (читання/запис), як і будь-які інші файлові системи.
Формат файлів .wim має алгоритм стиснення даних LZX, тому їх можна відкривати за допомогою архіваторів файлів, таких як 7-Zip.